# Samsung Galaxy Note 9
Das Samsung Galaxy Note 9 (Eigenschreibweise Samsung Galaxy Note9) ist ein Phablet, welches von Samsung Electronics entworfen und am 9. August 2018 als Nachfolger des Samsung Galaxy Note 8 vorgestellt wurde.
Es war seit dem 24. August 2018 im Handel verfügbar.

## Geschichte
Viele Funktionen und Spezifikationen des Samsung Galaxy Note 9 sind vor der offiziellen Veröffentlichung durchgesickert, einschließlich die des S-Pen. Am 27. Juni 2018 verschickte Samsung Einladungen zum nächsten „Unpacked“-Event mit einem goldenen S-Pen-Bild. Genau wie auf diesem Teaser wurde es am 9. August 2018 angekündigt.

## Spezifikationen

### Hardware

#### Bildschirm (Display)
Das Note 9 verfügt über ein 6,4-Zoll-1440-Pixel-Super-AMOLED-Display mit einem Seitenverhältnis von 18,5:9. Das Design auf der Vorderseite ähnelt ansonsten dem Samsung Galaxy Note 8 und verwendet ein „Infinity Display“ von Samsung.

#### Prozessoren und Speicher
Das Note 9 hat in den USA und China einen Snapdragon-Prozessor vom Typ 845 SoC der Firma Qualcomm oder außerhalb der USA und China einen Exynos 9810 SoC von Samsung. Es verfügt über 128 bzw. 512 GB Speicher. Das 128-GB-Modell verfügt über 6 GB RAM, während das 512-GB-Modell über 8 GB RAM verfügt. Alle Modelle verfügen außerdem über einen Speicherkartensteckplatz, der eine microSD-Karte mit bis zu 512 Gigabyte Daten unterstützt, wodurch der Speicher bei 512-GB-Modellen auf bis zu ein Terabyte erweitert werden kann.
Es wurde auch eine Wasser-Kohlenstoff-Heatpipe verbaut (laut Samsung „Water-Cooling-System“ genannt), die es ermöglicht, CPU-lastige Spiele lange spielen zu können, ohne zu überhitzen.

#### Gestaltung, Anschlüsse und Ton
Das Note 9 ist IP68 wasser- und staubdicht und verfügt über einen USB-C-Anschluss, der Samsung-DeX ohne Dock unterstützt. Das Gerät verfügt außerdem über eine 3,5-mm-Kopfhörerbuchse und AKG-Stereo-Lautsprecher mit Dolby Atmos-Unterstützung.
Der Fingerabdrucksensor wurde wie beim S9 und S9+ auf der Gehäuserückseite verbaut und kann daher auch für Wischgesten verwendet werden.

#### Akku und Stromversorgung
Der Akku des Note 9 wurde gegenüber früheren Samsung-Galaxy-Telefonen erheblich aufgerüstet. Es hat einen 4000-mAh-Akku, den bis zu diesem Zeitpunkt nur die Active-Varianten des S7 und S8 besaßen. Das Note 9 verfügt über eine kabellose Schnellladefunktion nach dem Qi-Standard.
Wie beim Vorgänger sind per Kabel Aufladeleistungen von bis zu 15 Watt mit Qualcomm Quick Charge 2.0 zu erzielen.

#### Kamerasystem
Das Kamerasystem ist ein Dual-Kamera-Setup mit einem Objektiv mit zwei Blenden (f/1.5 und f/2.4) ähnlich dem des S9+, aber das Setup wird horizontal und nicht vertikal gedreht, ähnlich dem Setup des Note 8.
Es sind Videoaufnahmen bei 2160p (4K) mit flüssigen 60 Bildern in der Sekunde möglich, Zeitlupenvideos bei 1080p (Full HD) bei 240 Bildern in der Sekunde und kurzzeitig 720p (HD) bei 960 Bildern in der Sekunde.

#### S-Pen
Die größte Änderung des Note 9 ist der S-Pen. Der S-Pen verfügt nun über Bluetooth-Funktionen, einschließlich der Fähigkeit, den Knopf am S-Pen zu drücken (halten, einfach oder doppelt), um bestimmte Aufgaben zu erledigen, z. B. Kamera auslösen, in Präsentationen oder Fotogalerien vorwärts- oder rückwärts blättern und um Drittanbieterunterstützung für Apps über ein SDK zu bedienen.
Der S-Pen besitzt jetzt einen „Akku“ (genauer einen Superkondensator), der aufgeladen wird, wenn der Stift im Silo des Handys eingesteckt ist.

## Software
Das Note 9 wird mit Android 8.1 Oreo und Samsung Experience 9.5 als Bildschirmoberfläche ausgeliefert. Die Software kann maximal auf Android 10 und One UI 2.5 aktualisiert werden. Die Kamerasoftware wurde verbessert und enthält nun eine intelligente Kamerafunktion zur Erkennung von Szenen. Sie zeigt dem Benutzer zum Beispiel an, ob jemand in dem Moment, bevor das Foto geschossen wird, die Augen geschlossen hat.

## Sonstiges
Im Note 9 ist ein Pulsoxymeter verbaut, mit dem sich Puls und Blutsauerstoffsättigung messen lassen. Außerdem verfügt das Note 9 in der letzten Galaxy-Generation noch über eine Benachrichtigungs-LED.